# 1,2-二溴乙烯
1,2-二溴乙烯是有机溴化合物，结构简式BrCH=CHBr，存在顺反异构体，可由乙炔通过与溴发生加成反应生成。